# Лицей Кондорсе
Лице́й Кондорсе́ (фр. Lycée Condorcet) — один из четырёх наиболее старых и лучших парижских лицеев. Расположен в 9-м округе столицы Франции (правый берег Сены).

## История
Открыт в 1803 году в здании бывшего монастыря капуцинов, построенного в 1780-х годах и в 1789 году перешедшего в национальное достояние. Назывался именами Бонапарта, Бурбонов и другими, в 1883 году получил нынешнее имя в честь французского учёного, философа и политика Жана Антуана Кондорсе.
В сравнении с другими известными лицеями, сравнительно невелик: в нём обучаются 500 лицеистов и 500 учеников подготовительных классов. Одним из первых стал принимать учениц.
Среди преподавателей и выпускников Лицея — многие выдающиеся люди Франции двух последних столетий.

## Известные преподаватели
- Ален
- Поль Бенишу
- Жан Бофре
- Жан-Мари Гюйо
- Жан Жорес
- Стефан Малларме
- Морис Паньоль
- Жан-Поль Сартр
- Леон Фёжер

## Известные выпускники
- Жюль Адени
- Жан Ажальбер
- Андре Антуан
- Блаз де Бюри
- Андре Тардьё
- Раймон Арон
- Шарль Асселино
- Теодор де Банвиль
- Бао Дай
- Анри Бергсон
- Бернар Блие
- Пьер Боннар
- Даниель Бюрен
- Поль Валери
- Жюль Валлес
- Поль Верлен
- Борис Виан
- Альфред де Виньи
- Серж Генсбур
- Бартельми Горео
- Жюль де Гонкур
- Эдмон де Гонкур
- Морис Дени
- Сади Карно
- Анри Картье-Брессон
- Ален Кривин
- Жан Кокто
- Жак Копо
- Эжен Лабиш
- Анри Ланглуа
- Жюль Лафорг
- Клод Леви-Стросс
- Орельен Люнье-По
- Жан Маре
- Роже Мартен дю Гар
- Феликс Надар
- Жорж Осман
- Эдмонд Потье
- Марсель Пруст
- Франсис Пуленк
- Луи Рено
- Жюль Ромен
- Сент-Бёв
- Андре Ситроен
- Эжен Сю
- Ипполит Тэн
- Тулуз-Лотрек
- Уильям Карлос Уильямс
- Луи де Фюнес
- Жан Шарко

## Образ в культуре
Лицей фигурирует в романах «Кюре» Эмиля Золя, «Фальшивомонетчики» Андре Жида, «Ужасные дети» Жана Кокто.